# Frank Boya
Frank Thierry Boya (1º luglio 1996) è un calciatore camerunese, centrocampista del Club Tijuana.

## Carriera

### Club
Ha esordito nel campionato camerunese con l'APEJES Academy.

### Nazionale
Ha esordito in nazionale nel 2016. È stato convocato alla Coppa d'Africa in Gabon.

## Palmarès

### Nazionale
- Coppa d'Africa: 1

Gabon 2017